# 阿蘇薩太平洋大學
阿蘇薩太平洋大學（Azusa Pacific University，縮寫：APU） 是位於美國加利福尼亞州洛杉磯阿蘇薩的一所私立基督教大學，是基督教學院和大學委員會中本科生人數最多的教育機構，本科福音派學生是全美第二多。 該大學在1899年成立，1900年3月3日在加利福尼亞州惠提爾開課，1939年開始提供學位。作為一所包容各派系的基督教學院，它與數個教派都有一定的聯繫。2021年《美國新聞與世界報道》將其列在國內大學中的第227位。

## 外部連結
- 官方网站

34°07′47″N 117°53′20″W / 34.12971°N 117.88888°W